# Edward Alsworth Ross
Edward Alsworth Ross (1866–1951) – amerykański socjolog, eugenik, kryminolog, profesor uniwersytetu w Stanford, później w Nebrasce, a w końcu w Wincosin-Madison.
Wprowadził w 1890 roku pojęcie kontrola społeczna do słownika socjologicznego.

## Prace
- Social Control (1901)
- Sin and Society (1907)
- Social Psychology (1908)
- The Changing Chinese (1911)
- Changing America (1912)
- The Old World in the New: The Significance of Past and Present Immigration to the American People (1914)
- Italians In America (1914)
- The Principles of Sociology (1920)
- The Russian Bolshevik Revolution (1921)
- The Social Trend (1922)
- The Russian Soviet Republic (1923)